# Dear My Friend (U-KISS單曲)
《Dear My Friend》是韓國男子組合U-KISS的第3張日語單曲。2012年7月25日由avex trax發售。

## 概要
- 「Dear My Friend」是U-KISS第三首原創日語单曲。
- 「Dear My Friend」是動畫「あらしのよるに ～ひみつのともだち～」的片尾曲。
- 「Believe -Live ver.-」是U-KISS首張日文專輯「A Shared Dream」收錄曲「Believe」的Live版本。
- 此單曲有4個版本，分別有「初回生産限定盤」、「通常盤」、「mu-mo限定盤」和「Tower Records版本」，「初回生産限定盤」收錄了「Dear My Friend」的PV和Making。
- 在8月6日於公信榜单曲週排行榜取得第8位。

## 收錄内容

### CD
1. Dear My Friend
2. Beautiful
3. Believe -Live ver.-
4. Dear My Friend (Instrumental)
5. Beautiful (Instrumental)

### DVD（初回生産限定盤）
1. Dear My Friend（PV）
2. Dear My Friend（Making）

## 外部連結
- 官方網站（日語）